# Lepidozetes umbellatus
Lepidozetes umbellatus är en kvalsterart som först beskrevs av Bugrov 1991.  Lepidozetes umbellatus ingår i släktet Lepidozetes och familjen Tegoribatidae. Inga underarter finns listade i Catalogue of Life.